# Florian Mühlfried
Florian Mühlfried (* 1970) ist ein deutscher Ethnologe, der als Professor an der Ilia State University in Tiflis forscht und lehrt.
Mühlfrieds Forschungsinteresse gilt seit seinem Studium der Kaukasus-Region. Seine Master-Thesis (Universität Hamburg, 2000) hatte den Titel R. Bleichsteiners ‚Kaukasische Forschungen’. Ein kritischer Beitrag zur Ethnologie des Kaukasus. Der Titel seiner Dissertationsschrift (2005, ebenfalls in Hamburg) lautete Postsowjetische Feiern. Das Georgische Bankett im Wandel. 2012 habilitierte er sich an der Martin-Luther-Universität Halle-Wittenberg mit der Arbeit
Being a State and States of Being in Highland Georgia.
2009/10 war Mühlfried Gastprofessor an der brasilianischen Universidade Estadual de Campinas, von 2010 bis 2017 Assistenzprofessor im Kaukasus-Studiengang der Friedrich-Schiller-Universität Jena, seit 2017 Full Professor in Tiflis und zugleich Associate Professor in Jena.
Sein Essay Misstrauen. Vom Wert eines Unwertes wurde 2019 für den Tractatus-Preis des Philosophicum Lech nominiert.

## Schriften (Auswahl)
- Unherrschaft und Gegenherrschaft. Matthes & Seitz, Berlin 2022, ISBN 978-3-7518-0558-2.
- Misstrauen. Vom Wert eines Unwertes. Reclam, Ditzingen 2019, ISBN 978-3-15-019600-7.
- Als Herausgeber: Mistrust. Ethnographic approximations.  transcript, Bielefeld 2018, ISBN 978-3-8376-3923-0.
- Postsowjetische Feiern. Das Georgische Bankett im Wandel. ibidem, Stuttgart 2012, ISBN 978-3-89821-601-2.
- Als Herausgeber mit Sergey Sokolovskiy: Exploring the edge of Empire. Soviet era anthropology in the Caucasus and Central Asia. Konferenzschrift, Lit, Wien/Berlin/Münster 2011, ISBN 978-3-643-90177-4.